# Virginia Reginato
Virginia María del Carmen Reginato Bozzo (Valparaíso, 16 de julio de 1939) es una política chilena. Militante del partido Unión Demócrata Independiente (UDI), se desempeñó como alcaldesa de la comuna de Viña del Mar por 16 años y 6 meses, entre 2004 y 2021, durante cuatro períodos consecutivos.
Entre 1992 y 2004 ejerció como concejal durante tres períodos consecutivos, y en 2004 fue elegida por primera vez para dirigir el municipio para el período 2004-2008, sucediendo a Jorge Kaplán, siendo reelecta para los periodos 2008-2012, 2012-2016 y 2016-2021. Debido a una nueva ley que le prohibía postularse nuevamente como alcaldesa, en las elecciones municipales de Chile de 2021 fue candidata a concejal, siendo elegida con la mayoría de votos. En su lugar fue electa Macarena Ripamonti para dirigir al municipio para el período 2021-2024.
Tras asumir como concejal el 3 de julio de 2021, Reginato fue destituida del cargo el 15 de agosto, por faltas a la probidad y «notable y grave abandono de deberes» durante su período como alcaldesa.

## Biografía
Nacida el 16 de julio de 1939 en Valparaíso, vivió hasta los tres años en el sector de Playa Ancha, Valparaíso, cuando sus padres se trasladaron a Viña del Mar.
Mientras su biografía oficial establece que estudió en la Scuola Italiana y el Colegio de las Monjas Francesas de Valparaíso, de su educación formal es conocido que llegó hasta segundo básico, y que en 2007 aprobó por exámenes libres su educación básica y media en el colegio El Sembrador de Colina. Dicha validación de estudios ha sido cuestionada por haber sido supuestamente realizada en un solo día. Al respecto, algunos diputados se querellaron en su contra en 2013 por falsificación de instrumento público, acusación de la cual fue sobreseída.
Durante su juventud fue reina de belleza en cinco oportunidades, en las fiestas del centenario de la Sexta Compañía de Bomberos de Valparaíso «Cristoforo Colombo», del carnaval de la Cruz Roja, de la Societá Canotieri Italiani, de la kermesse de la Scuola Italiana, y de la primera Feria Internacional de Industriales.

«[Fue] un evento que se hizo en el Casino [de Viña del Mar], donde cada expositor tenía una candidata. Yo estaba atendiendo el stand de mi familia y salí reina por una votación, que no se hizo a la mala, ya que salían en el desaparecido diario La Unión, de Valparaíso.»
Virginia Reginato.

Contrajo matrimonio con Juan Gray, con quien tuvo dos hijos, Verónica y Ricardo.

## Carrera política

### Cargos durante la dictadura militar y concejala (1975-2004)
Simpatizante de la derecha, su carrera política comenzó siendo voluntaria en la Secretaría Nacional de la Mujer en 1975, institución donde posteriormente se desempeñó como secretaria comunal de Viña del Mar (1981) y secretaria provincial de Valparaíso (1982). Posteriormente pasó a integrar el Consejo de Desarrollo Comunal (CODECO) de la Municipalidad de Viña del Mar, entre 1983 y 1988. Luego se desempeñó como secretaria regional de la Secretaría Nacional de la Mujer.
En las elecciones municipales de 1992 fue elegida como concejal por Viña del Mar para el período 1992-1996, siendo reelegida en dicho cargo para los períodos de 1996-2000 y 2000-2004, cumpliendo dicha función hasta este último año.

### Alcaldesa de Viña del Mar (2004-2021)

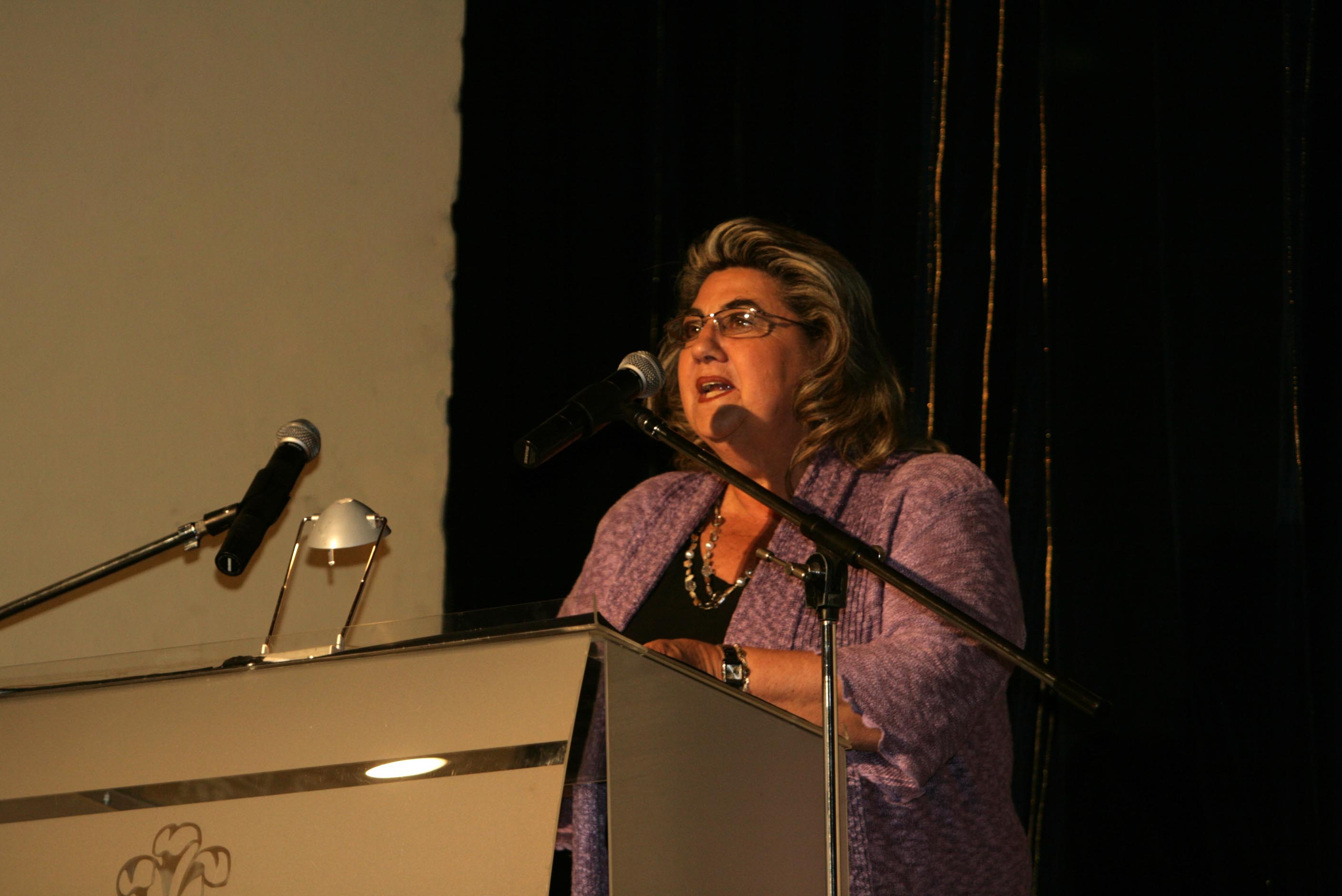
Reginato en 2013.

En las elecciones municipales de 2004 venció al doctor Jorge Kaplán, en ese momento alcalde en ejercicio, con un 47,88 % de los votos, convirtiéndose en la primera mujer en la ciudad en acceder al cargo a través de la vía electoral, y la segunda tras Eugenia Garrido, edil designada por la Dictadura Militar. Asumió el cargo el 6 de diciembre de 2004.
En las elecciones municipales de 2008 obtuvo el 78,84 % de los votos, siendo reelegida como alcaldesa de Viña del Mar para el período 2008-2012, con la primera mayoría nacional, y siendo la alcaldesa más votada del país, con 107.355 votos. 
En 2012 fue reelegida con el 63,45% con 61.576 votos para el periodo 2012-2016.
En 2016 también fue reelegida en el cargo para el periodo 2016-2021, al cabo del cual habrá cumplido 16 años en la alcaldía.
Dejó el cargo de Alcaldesa de la comuna de Viña del Mar el 28 de junio de 2021, después de 16 años y 6 meses al mando del municipio.

### Concejala de Viña del Mar (2021)
En las elecciones municipales de 2021 no pudo volver a postular a la reelección como Alcaldesa (ya que llevaba 4 períodos consecutivos al mando edilicio), debido a una nueva ley que limitó la reelección alcaldicia por un máximo de tres períodos consecutivos, por lo cual postuló al cargo de concejal por Viña del Mar, obteniendo 7.095 votos, siendo la candidata más votada en las elecciones de dicha comuna. Asumió el cargo el 3 de julio de 2021, debido a una tardanza de proclamación por parte del Tribunal Electoral de Valparaíso. Sin embargo, sólo alcanzó a estar 17 días en el cargo, ya que una sentencia del TRICEL le prohibió ejercer cargos públicos por 5 años, por un notable abandono de deberes en su anterior gestión edilicia. Dicha información se conoció el 20 de julio de 2021, por lo cual no se presentó más a los concejos municipales de Viña del Mar. La sentencia de su destitución se confirmó de manera definitiva el día 15 de agosto de 2021. En su lugar fue reemplazada en el concejo municipal por Jorge Martínez Arroyo, el 7 de septiembre de 2021, quien obtuvo 2.637 votos dentro de su coalición Chile Vamos en las elecciones municipales.
De esta forma culminaron así sus 29 años al servicio del Municipio de Viña del Mar.

## Controversias
En enero de 2019, un primer informe de la Contraloría General de la República de Chile detectó que Viña del Mar tenía un déficit de más de 17 mil millones de pesos —más de 25 millones de dólares— que se arrastraban al menos desde 2015, y que no habían sido informadas por la alcaldesa en sus informes anuales. Muchos de estos gastos se debían a sobresueldos, el pago de numerosas horas extra y costosos tratos con empresas privadas. Reginato le quitó importancia a estas conclusiones de Contraloría, acusando persecución política y declarando:

Yo quiero morirme siendo la alcaldesa de Viña del Mar
Virginia Reginato

El 20 de julio de 2021, el tribunal calificador de elecciones (Tricel) falló inapelablemente en contra de la exalcaldesa y hasta ése momento concejal de Viña del Mar por un notable abandono de deberes (durante su gestión edilicia) debido a haber mantenido una situación permanente de déficit financiero y ocultar la real situación financiera del municipio. Situación por la cual se le prohibió ejercer cargos públicos por un plazo de 5 años a partir de la fecha de la sentencia. Es decir, ya no pudo seguir ejerciendo como concejal de la comuna.
En septiembre de 2022, la auditoría reveló que las pérdidas en realidad ascendían a 100 mil millones de pesos.
En junio de 2025, la Contraloría Regional de Valparaíso determinó que Reginato debía reintegrar $3600 millones de pesos—alrededor de 3.85 millones de dólares—a la Municipalidad de Viña del Mar, por el perjuicio económico provocado a raíz de las cotizaciones previsionales y de salud impagas a funcionarios municipales durante su gestión.

## Historial electoral
| Año  | Tipo        | Territorio   | Pacto                    | Partido | Votos   | %     | Resultado                                              |
| ---- | ----------- | ------------ | ------------------------ | ------- | ------- | ----- | ------------------------------------------------------ |
| 1992 | Municipales | Viña del Mar | Participación y Progreso | UDI     | 3363    | 2.24  | Concejala                                              |
| 1996 | Municipales | Viña del Mar | Unión Por Chile          | UDI     | 3265    | 2.47  | Concejala                                              |
| 2000 | Municipales | Viña del Mar | Alianza por Chile        | UDI     | 1423    | 1.03  | Concejala                                              |
| 2004 | Municipales | Viña del Mar | Alianza por Chile        | UDI     | 61 686  | 47.88 | Alcaldesa                                              |
| 2008 | Municipales | Viña del Mar | Alianza por Chile        | UDI     | 107 355 | 78.76 | Alcaldesa                                              |
| 2012 | Municipales | Viña del Mar | Coalición por el Cambio  | UDI     | 61 576  | 63.45 | Alcaldesa                                              |
| 2016 | Municipales | Viña del Mar | Chile Vamos              | UDI     | 44 697  | 59.90 | Alcaldesa                                              |
| 2021 | Municipales | Viña del Mar | Chile Vamos              | UDI     | 7095    | 5.72  | Concejala (Destituida por notable abandono de deberes) |